# Nuliodon
Nuliodon is een monotypisch geslacht van spinnen uit de  familie van de Miturgidae (spoorspinnen).

## Soort
- Nuliodon fishburni Raven, 2009